# Flugplatz Toulouse-Lasbordes

i7
i11
i13
Der Flugplatz Toulouse-Lasbordes (ICAO-Code: LFCL) ist ein Flugplatz in der Gemeinde Balma in der Region Okzitanien im Département Haute-Garonne in Frankreich. Er wird durch den Gemeindeverband Toulouse Métropole betrieben.

## Lage
Der Flugplatz liegt etwa 4,5 km östlich von Toulouse und etwa 2,5 km südlich des Zentrums von Balma. Direkt westlich des Flugplatzes liegt die Cité de l’espace.

## Flugbetrieb
Der Flugplatz Toulouse-Lasbordes verfügt über eine 950 m lange und 23 m breite Start- und Landebahn aus Asphalt. Am Flugplatz ist eine Tankstelle für AvGas 100 LL vorhanden. Es findet Flugbetrieb mit Ultraleichtflugzeugen, Motorflugzeugen und Hubschraubern statt. Am Flugplatz sind mehrere Luftsportvereine beheimatet:
- Aéroclub Airbus Toulouse (ACAT)
- Aéroclub Air France Toulouse (ACAF)
- Aéroclub Claude Chautemps (A3C)
- Aéroclub Dassault-Bréguet
- Aéroclub de l'ENAC
- Aéroclub Les Ailes Toulousaines
- Aéroclub Toulouse Midi-Pyrénées (ACTMP)
- ISAE-Supaéro Centre des Opérations Aériennes
- Midi-Pyrénées Voltige

Diese Vereine sind in der Association des Usagers de l'Aérodrome Toulouse-Balma-Lasbordes (AUATBL) zusammengeschlossen.